# Afonso, Conde de Faro
D. Afonso (1435 – Sevilha, 1483) foi o 1.º Conde de Faro que foi criado em seu favor e foi também o 2.º Conde de Odemira jure uxoris e 5.º Senhor de Mortágua jure uxoris.
Foi dos primeiros 27 a receber a Ordem da Torre e Espada, nessa altura ainda só Ordem da Espada.
Casou em 1465 com D. Maria de Noronha (c.1440-1523), 2.ª Condessa de Odemira e 5.ª Senhora de Mortágua, e tiveram: 
- Sancho de Noronha (c.1466-1520), 3.º conde de Odemira;
- Guiomar de Portugal (c.1468-1516)[3], casou com Henrique de Aragão, Duque de Segorbe;
- Francisco de Faro (c.1470-?), casou (c.1495) com Leonor Manuel de Vilhena;
- Fernando de Faro (c.1472-1552), 3.º Senhor de Vimieiro;
- Fradique de Faro (c.1474-Barcelona, 15 de Janeiro de 1539) arcebispo de Zaragoça;
- António de Noronha (c.1476-?), seguiu a vida eclesiástica e foi clérigo[2];
- Catarina Henriques (c.1478-?), foi religiosa no Real Mosteiro de Odivelas da Ordem de Cister[2];
- Mécia Manoel de Portugal (1480-1504)[4], casou com Juan de Lacerda, Duque de Medinaceli.